# زیست‌پزشکی

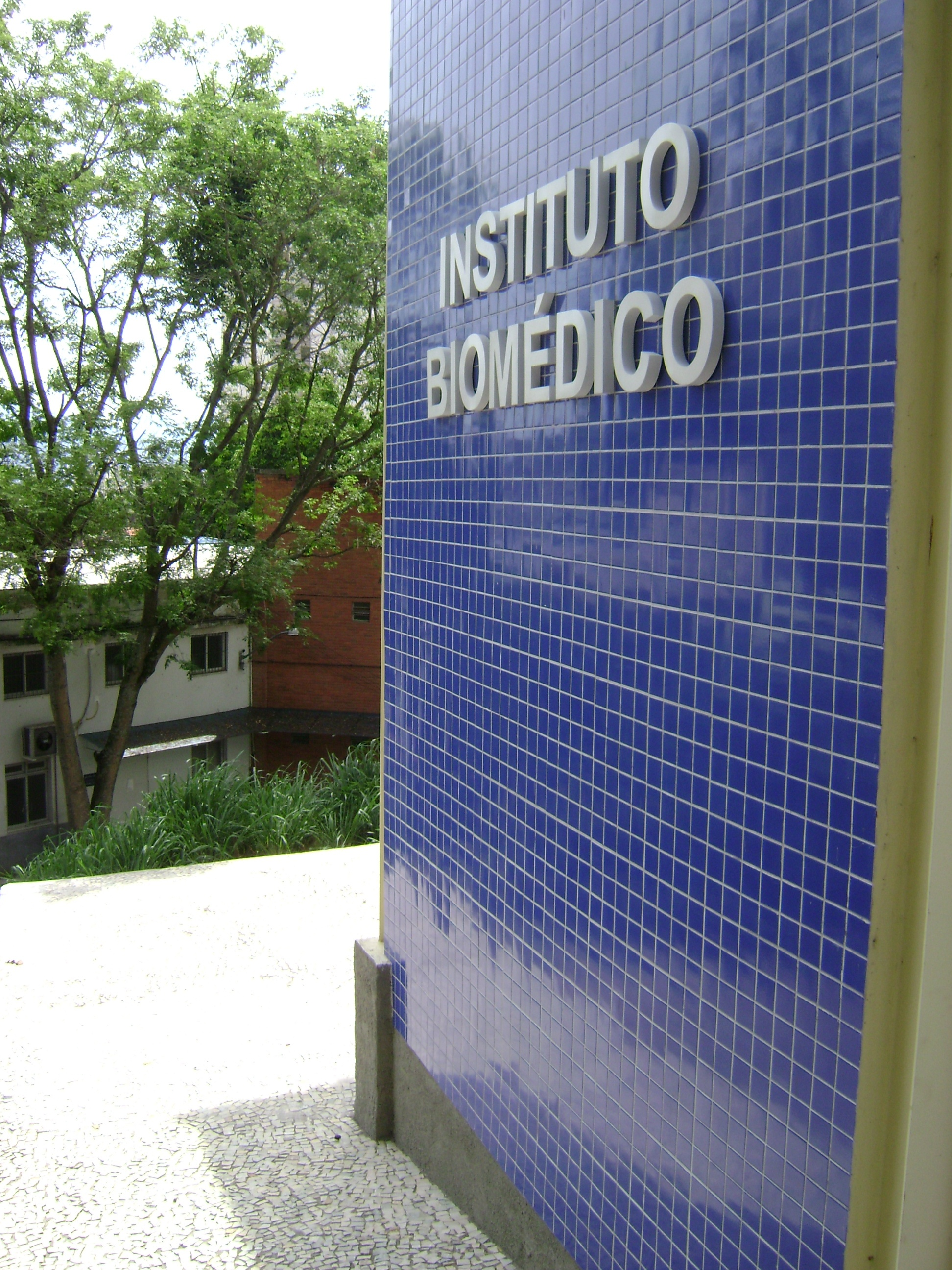
یک مرکز زیست‌پزشکی در کشور برزیل - ۲۰۱۱

زیست‌پزشکی شاخه‌ای از علم پزشکی است که در عملکردهای بالینی استفاده می‌شود.
شاخه‌ای از علم پزشکی می‌باشد که از اصول فیزیولوژی و زیست‌شناسی در عملکردهای بالینی استفاده می‌کند. این شاخه با بسیاری از زمینه‌های مرتبط با زیست‌شناسی و سلامت در ارتباط است و نظام بهداشت و سلامت اصلی برای بیش از یک قرن می‌باشد.
زیست‌پزشکی شامل بسیاری از رشته‌های پزشکی و حوزه‌هایی که به‌طور معمول شامل پیشوند «زیستی» هستند، می‌باشد که شامل موارد ذیل است:
- زیست‌شناسی مولکولی، بیوشیمی، بیوتکنولوژی، زیست‌شناسی سلولی، جنین‌شناسی،
- نانوبیوتکنولوژی، مهندسی زیستی، آزمایشگاه‌های زیست‌شناسی پزشکی،
- سیتوژنتیک، ژنتیک، ژن درمانی،
- بیوانفورماتیک، آمار زیستی، سیستم در زیست‌شناسی، علوم اعصاب،
- میکروب‌شناسی، ویروس‌شناسی، ایمونولوژی، انگل‌شناسی، سم‌شناسی،
- فیزیولوژی، آسیب‌شناسی، آناتومی،
- سم‌شناسی و …

امروزه زیست‌شناسی پزشکی بنیان اصلی مراقبت‌های پزشکی و تشخیص‌های آزمایشگاهی می‌باشد. طیف گسترده‌ای از روش‌های علمی و فناوری با زیست‌شناسی پزشکی مرتبط است: از تشخیص در شرایط آزمایشگاهی تا لقاح در شرایط آزمایشگاهی، از مکانیسم‌های مولکولی دخیل در cystic fibrosis تا پویایی جمعیت ویروس HIV، از درک برهمکنش‌های مولکولی تا مطالعات مختلف بر روی سرطان، از پلی مورفیسم‌های تک‌ژنی تا ژن‌درمان.
زیست‌شناسی پزشکی بر مبنای زیست‌شناسی مولکولی تمام موضوعات مربوط به پزشکی مولکولی را با ارتباطات ساختاری و عملکردی ژنوم، رونوشت، پروتئوم، فیزیوم و متابولوم انسانی با نقطه‌نظر خاص ابداع فن‌آوری‌های جدید برای پیش‌بینی تشخیص و درمان بایکدیگر ترکیب می‌کند.
زیست‌پزشکی شامل مطالعه فرایندهای فیزیولوژیکی و پاتوفیزیولوژیکی با استفاده از روش‌های زیست‌شناسی و فیزیولوژی است. رویکردها در طول یک طیف، شامل درک برهم کنش‌های مولکولی تا مطالعه اثرات آن‌ها در سطح in-vivo (داخل بدن) گسترش یافته‌اند. این فرایندها با نقطه نظر ابداع استراتژی جدید برای تشخیص و درمان مورد مطالعه قرار می‌گیرند،
بستگی به شدت بیماری، زیست‌پزشکی یک مشکل خاص در بیمار را هدف خود قرار می‌دهد و آن را از طریق مداخلات پزشکی رفع می‌کند. پزشکی بر روی درمان بیماری‌ها به جای بهبود سلامت یک فرد تمرکز می‌کند.

## کنگره بین‌المللی زیست‌پزشکی
نخستین کنگره بین‌المللی زیست‌پزشکی است که توسط انستیتو پاستور ایران به ریاست دکتر مصطفی قانعی ۲۷ لفایت ۳۰ آذرماه سال ۱۳۹۶ در تهران برگزار می‌شود.